# Stahlblauer Prachtkärpfling
Der Stahlblaue Prachtkärpfling oder auch Gardners Prachtkärpfling (Fundulopanchax gardneri) ist ein Killifisch aus dem westlichen Afrika. Die Art wurde früher der ehemaligen Untergattung Fundulopanchax innerhalb der artenreichen Gattung der Prachtkärpflinge (Aphyosemion) zugerechnet. Heute wird der Stahlblaue Prachtkärpfling in die Gattung Fundulopanchax gestellt, die sich aus den ehemaligen Aphyosemion-Untergattungen Fundulopanchax, Gularopanchax, Paludopanchax und Paraphyosemion zusammensetzt. Das Art-Epitheton bezieht sich auf den Offizier R. D. Gardner, der Boulenger die Typusexemplare überbrachte. Er wird als Aquarienfisch gehalten und wurde zu diesem Zweck 1913 erstmals nach Deutschland eingeführt.

## Verbreitung und Lebensraum
Der Stahlblaue Prachtkärpfling bewohnt Gewässer der Regenwald- und Savannengebiete in Nigeria und im Südwesten Kameruns. Die Nominatform F. gardneri gardneri ist in den Zuflüssen des Cross River im südöstlichen Nigeria zu finden. Wie die meisten Mitglieder ihrer Gattung bevorzugen die Tiere weiches und leicht saures Wasser. Die Art ist semianuell, ein saisonales Trockenfallen des Heimatgewässers wird von den Gelegen also überstanden.

## Merkmale
Der gattungstypisch gestaltete Körper des Stahlblauen Prachtkärpflings kann eine Gesamtlänge von 6,5 Zentimeter erreichen. Auf metallisch schillerndem und grün bis blau gefärbten Grund tragen die Männchen karminrote Punkte und Flecken, die im vorderen Teil auch zu Längsreihen angeordnet sein können. Ihre Anzahl schwankt populationsabhängig ebenso wie die Zeichnung der Flossen. Varianten mit einem roten Längsband tragen eine gelbe oder seltener orange Begrenzung zum Flossenrand hin. Flossen, die ausschließlich eine Zeichnung aus roten Punkten tragen, sind in der Regel bläulich oder weiß gesäumt. Die Färbung der Weibchen ist deutlich weniger auffällig, sie sind hellbraun und tragen kleine braune Punkte an den Körperseiten und am basalen Teil der Flossen. Entlang einer mittleren Längsreihe trägt der Stahlblaue Prachtkärpfling 29 bis 34 Schuppen.
Flossenformel: Dorsale 12–16, Anale 14–18

## Verhalten
Der Stahlblaue Prachtkärpfling ist innerartlich relativ aggressiv, insbesondere die Männchen haben untereinander heftige Auseinandersetzungen. Die Weibchen werden von ihren männlichen Artgenossen stark getrieben. Der Laich wird an feinfiedrige Pflanzen geheftet. Ohne Trockenphase schlüpfen die Larven innerhalb von zwei bis drei Wochen.

## Zucht
Zur Zucht wird am besten ein Wollmob verwendet. Die Fische legen ihre Eier an den Wollmob, von wo sie abgesammelt werden können. Nach etwa 3 Wochen schlüpfen die Jungfische, welche sehr gut mit Artemia aufgezogen werden können.

## Systematik
Die Art bildet eine Reihe von Unterarten und Lokalformen, vier Unterarten sind derzeit anerkannt.
- Fundulopanchax gardneri gardneri
- Fundulopanchax gardneri lacustris[4]
- Fundulopanchax gardneri mamfensis
- Fundulopanchax gardneri nigerianus

## Besonderheiten
Der Stahlblaue Prachtkärpfling gilt als besonders resistent gegenüber Sauerstoffarmut in Gewässern.

## Belege
1. ↑  www.killifish.f9.co.uk (Memento des Originals vom 4. Juli 2008 im Internet Archive)  Info: Der Archivlink wurde automatisch eingesetzt und noch nicht geprüft. Bitte prüfe Original- und Archivlink gemäß Anleitung und entferne dann diesen Hinweis.
2. 1 2  Werner Neumann: Fundulopanchax und Fundulopanchax (Paraphyosemion) gardneri. In: Claus Schaefer, Torsten Schröer (Hrsg.): Das große Lexikon der Aquaristik. 2 Bände. Eugen Ulmer, Stuttgart 2004, ISBN 3-8001-7497-9, S. 383 und 385.
3. 1 2 3  Rüdiger Riehl, Hans A. Baensch: Aquarien Atlas. 14. Auflage. Band 1, Mergus Verlag, Melle 2002, ISBN 3-88244-065-1, S. 532.
4. 1 2 3  Günther Sterba: Süßwasserfische der Welt. Weltbild Verlag, Augsburg 1998, ISBN 3-89350-991-7. S. 457.
5. ↑  http://www.aquaristikfreaks.de/wiki/Fundulopanchax_gardneri
6. ↑  I. Valentin Petrescu-Mag, Dan Rasiga: Which are the most tolerant aquarium fishes to hypoxia? In: Extreme Life, Biospelogy & Astrobiology. Band 1, Nr. 2, 2009, S. 51–52 (online [PDF]).